# بند هندوکش
بند هندوکش یک گردنه کوهستانی در ولایت پروان، افغانستان است. در غرب پروان و جنوب غربی گردنه سالنگ در منطقه جبل سراج واقع شده‌است. از کوه‌های سیلسیله، کوه و کوتل هندوکش چند کیلومتر فاصله دارد. این گذرگاه یکی از مرتفع‌ترین گذرگاه‌ها در کشور است. این منطقه تابستان گرم و خشک دارد.